# Тучно
Тучно (пол. Tuczno, нем. Tütz) — город в Польше, входит в Западно-Поморское воеводство, Валецкий повят. Имеет статус городско-сельской гмины. Занимает площадь 9,28 км². Население — 2014 человек (на 2004 год).

## Достопримечательности
- Тютц — старинный замок.

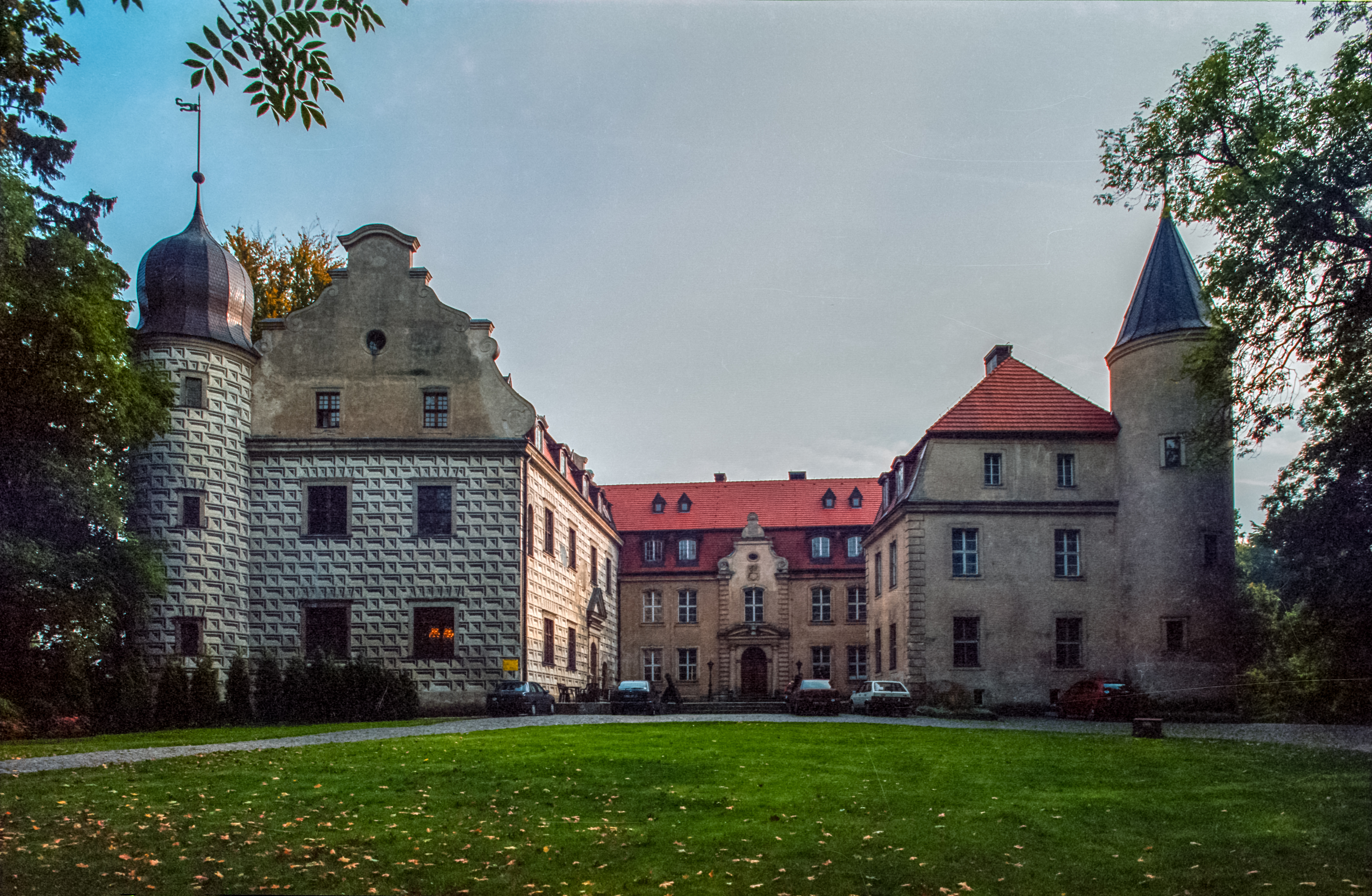
Замок
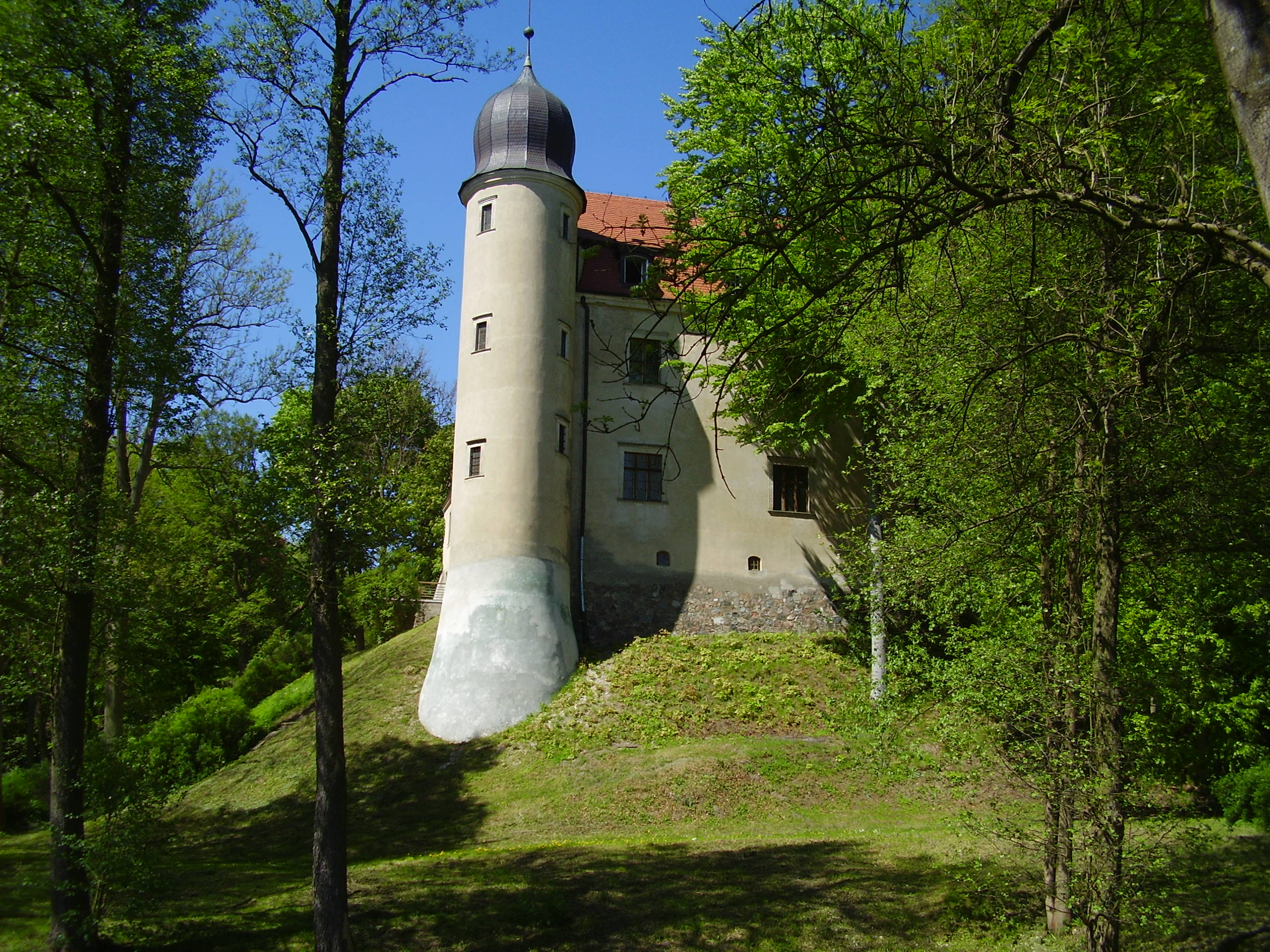
Замок
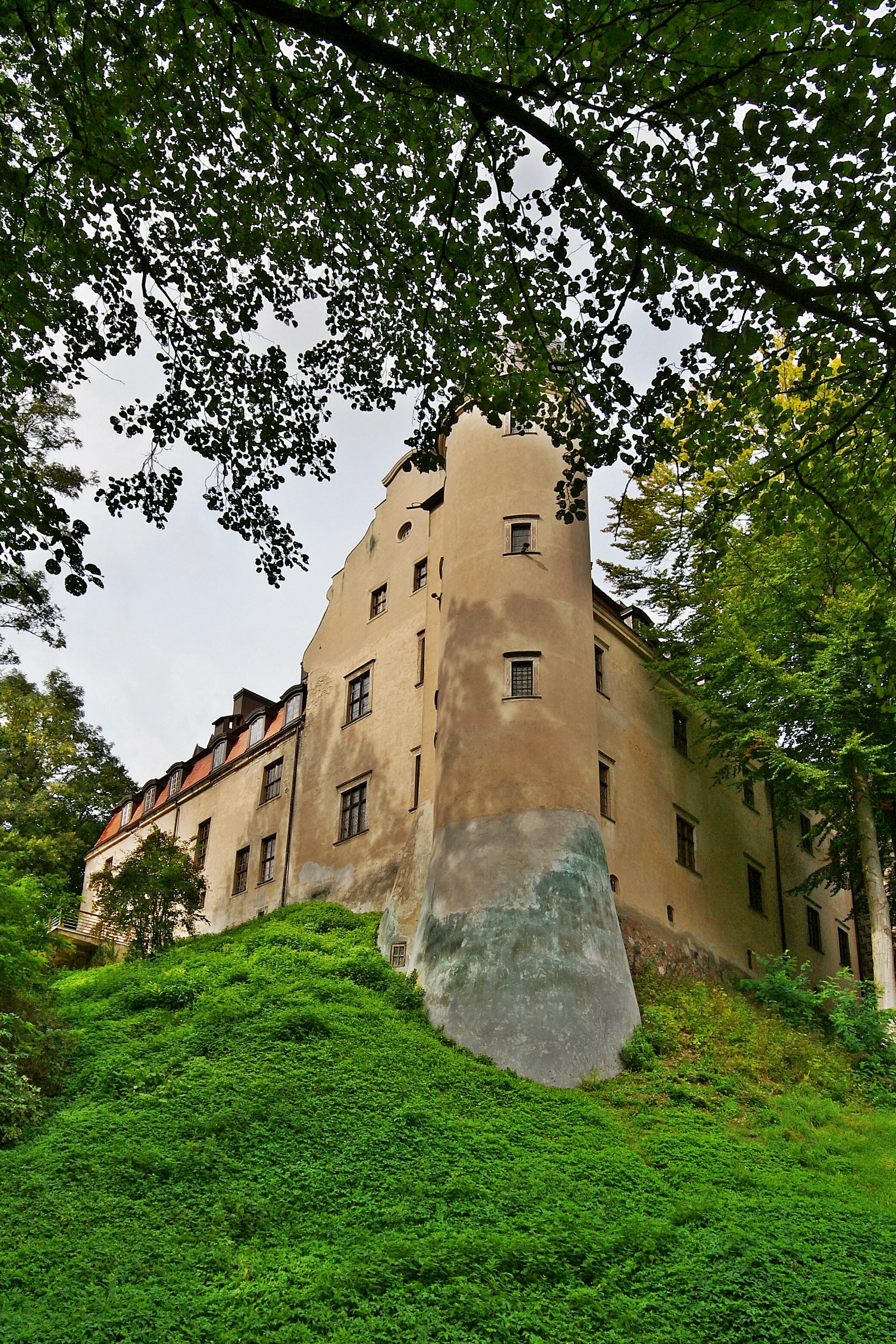
Замок
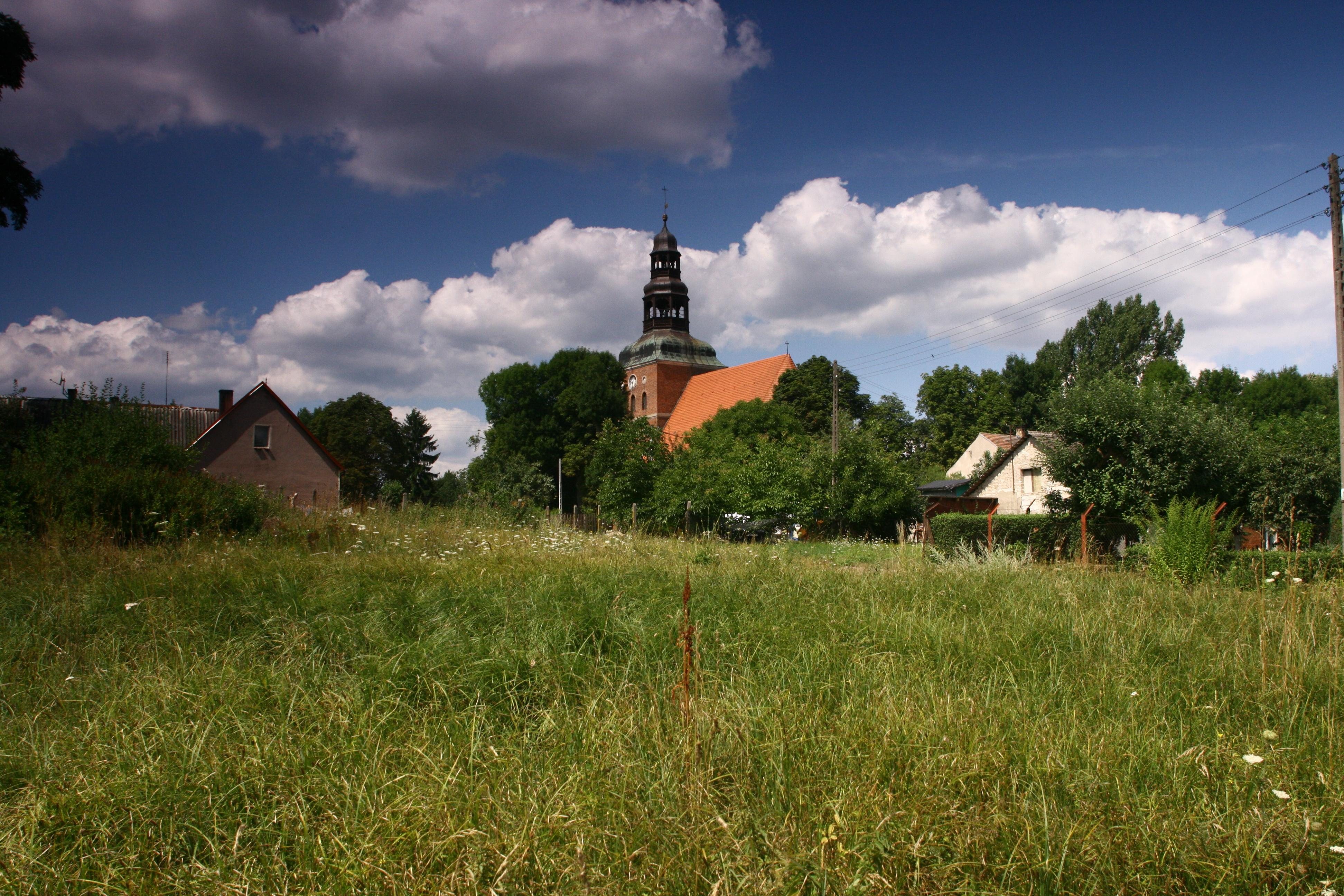
Панорама
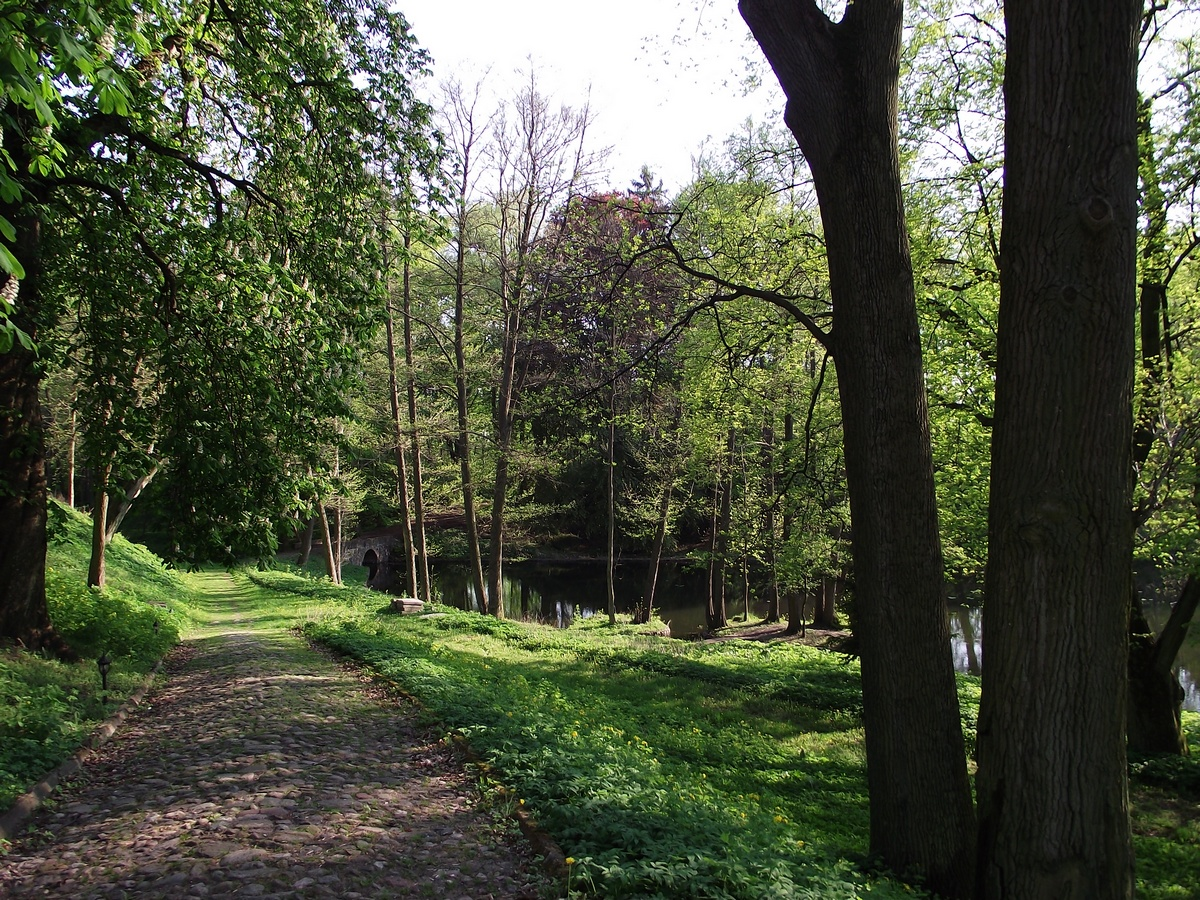
Парк
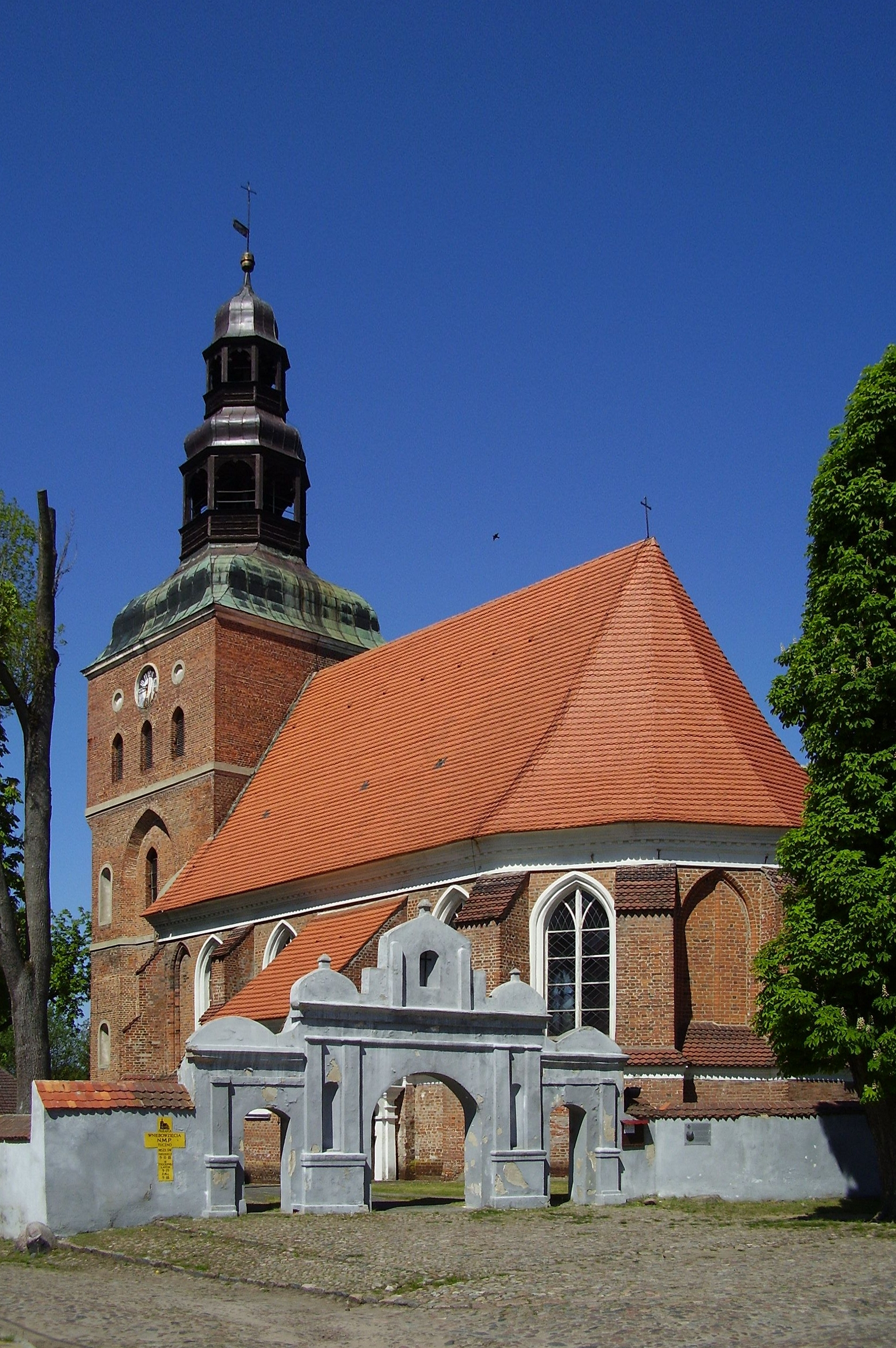
Костёл